# Ovesca
L'Ovesca è un torrente che percorre la Valle Antrona, una piccola, stretta, suggestiva valle che sovrasta la città di Villadossola, nella provincia del Verbano-Cusio-Ossola.

## Percorso
Il torrente nasce in alta quota dalle acque del Lago di Antrona e poi raccoglie i vari rigagnoli lungo la valle. Un grosso contributo alle sue acque gli viene, quasi alla fine del suo percorso, dal Torrente Brevettola, che qui confluisce all'altezza di Cresti, frazione di Montescheno. Dopo un paio di chilometri, insinuandosi attraverso una stretta valle, raggiunge Villadossola e qui confluisce nel Toce.

## Regime idrologico
Normalmente tranquillo, è però soggetto a piene improvvise durante i periodi di piogge persistenti e trascina a valle sassi e piante che modificano spesso, anche in modo molto significativo, la conformazione dell'alveo.